# Liste des triplés aux Jeux olympiques
Cette liste des triplés aux Jeux olympiques recense les épreuves olympiques au terme desquelles les représentants d'une même délégation remportent les trois premières places et reçoivent donc respectivement, sauf égalité entre eux, une médaille d'or, une médaille d'argent et une médaille de bronze.
Certaines disciplines ne départagent pas le troisième et le quatrième et présentent deux médailles de bronze à ces sportifs. En théorie, il est donc possible pour une même nation ayant pu engager quatre représentants dans une même épreuve de réaliser un quadruplé.

## Jeux olympiques d'été
| Épreuve                  | Sport | Année | Nation | Or           | Argent        | Bronze          |
| ------------------------ | ----- | ----- | ------ | ------------ | ------------- | --------------- |
| VTT cross-country femmes | VTT   | 2020  | Suisse | Jolanda Neff | Sina Frei     | Linda Indergand |
| BMX racing hommes        | BMX   | 2024  | France | Joris Daudet | Sylvain André | Romain Mahieu   |

## Jeux olympiques d'hiver
| Épreuve                | Sport               | Année | Nation             | Or                                  | Argent                         | Bronze                          |
| ---------------------- | ------------------- | ----- | ------------------ | ----------------------------------- | ------------------------------ | ------------------------------- |
| Luge hommes            | Luge                | 1972  | Allemagne de l'Est | Wolfgang Scheidel                   | Harald Ehrig                   | Wolfram Fiedler                 |
| Petit tremplin hommes  | Saut à ski          | 1972  | Japon              | Yukio Kasaya                        | Akitsugu Konno                 | Seiji Aochi                     |
| Luge femmes            | Luge                | 1984  | Allemagne de l'Est | Steffi Walter                       | Cerstin Schmidt                | Ute Oberhoffner                 |
| 3 000 mètres femmes    | Patinage de vitesse | 1984  | Allemagne de l'Est | Andrea Ehrig                        | Karin Kania                    | Gabi Zange                      |
| Luge femmes            | Luge                | 1988  | Allemagne de l'Est | Steffi Walter                       | Ute Oberhoffner                | Cerstin Schmidt                 |
| 20 km classique femmes | Ski de fond         | 1988  | Union soviétique   | Tamara Tikhonova                    | Anfisa Reztsova                | Raisa Smetanina                 |
| 5 000 mètres femmes    | Patinage de vitesse | 1992  | Allemagne          | Gunda Niemann                       | Heike Warnicke                 | Claudia Pechstein               |
| 30 km classique hommes | Ski de fond         | 1992  | Norvège            | Vegard Ulvang                       | Bjørn Dæhlie                   | Terje Langli                    |
| Combiné hommes         | Ski alpin           | 1994  | Norvège            | Lasse Kjus                          | Kjetil André Aamodt            | Harald Christian Strand Nilsen  |
| 10 000 mètres hommes   | Patinage de vitesse | 1998  | Pays-Bas           | Gianni Romme                        | Bob de Jong                    | Rintje Ritsma                   |
| 3 000 mètres femmes    | Patinage de vitesse | 1998  | Allemagne          | Gunda Niemann-Stirnemann            | Claudia Pechstein              | Anni Friesinger                 |
| Combiné femmes         | Ski alpin           | 1998  | Allemagne          | Katja Seizinger                     | Martina Ertl                   | Hilde Gerg                      |
| Luge femmes            | Luge                | 2002  | Allemagne          | Sylke Otto                          | Barbara Niedernhuber           | Silke Kraushaar                 |
| Halfpipe hommes        | Snowboard           | 2002  | États-Unis         | Ross Powers                         | Danny Kass                     | Jarret Thomas                   |
| Luge femmes            | Luge                | 2006  | Allemagne          | Sylke Otto                          | Silke Kraushaar                | Tatjana Hüfner                  |
| Slalom hommes          | Ski alpin           | 2006  | Autriche           | Benjamin Raich                      | Reinfried Herbst               | Rainer Schönfelder              |
| 500 mètres hommes      | Patinage de vitesse | 2014  | Pays-Bas           | Michel Mulder                       | Jan Smeekens                   | Ronald Mulder                   |
| 5 000 mètres hommes    | Patinage de vitesse | 2014  | Pays-Bas           | Sven Kramer                         | Jan Blokhuijsen                | Jorrit Bergsma                  |
| 10 000 mètres hommes   | Patinage de vitesse | 2014  | Pays-Bas           | Jorrit Bergsma                      | Sven Kramer                    | Bob de Jong                     |
| 1 500 mètres femmes    | Patinage de vitesse | 2014  | Pays-Bas           | Jorien ter Mors                     | Ireen Wüst                     | Lotte van Beek                  |
| Ski cross hommes       | Ski acrobatique     | 2014  | France             | Jean-Frédéric Chapuis               | Arnaud Bovolenta               | Jonathan Midol                  |
| Slopestyle hommes      | Ski acrobatique     | 2014  | États-Unis         | Joss Christensen                    | Gus Kenworthy                  | Nicholas Goepper                |
| 50 km libre hommes     | Ski de fond         | 2014  | Russie             | Alexander Legkov                    | Maxim Vylegzhanin              | Ilia Chernousov                 |
| 30 km libre femmes     | Ski de fond         | 2014  | Norvège            | Marit Bjørgen                       | Therese Johaug                 | Kristin Størmer Steira          |
| 3 000 mètres femmes    | Patinage de vitesse | 2018  | Pays-Bas           | Carlijn Achtereekte                 | Ireen Wüst                     | Antoinette de Jong              |
| Skiathlon hommes       | Ski de fond         | 2018  | Norvège            | Simen Hegstad Krüger                | Martin Johnsrud Sundby         | Hans Christer Holund            |
| Bob à deux hommes      | Bobsleigh           | 2022  | Allemagne          | Francesco Friedrich Thorsten Margis | Johannes Lochner Florian Bauer | Christoph Hafer Matthias Sommer |

## Bilan

### Par Jeux olympiques

#### Jeux olympiques d'été
| Année | Triplés | Nations | Sports |
| ----- | ------- | ------- | ------ |
| 2020  | 1       | 1       | 1      |
| 2024  | 1       | 1       | 1      |

#### Jeux olympiques d'hiver
| Année | Triplés | Nations | Sports |
| ----- | ------- | ------- | ------ |
| 1972  | 2       | 2       | 2      |
| 1976  | 0       | 0       | 0      |
| 1980  | 0       | 0       | 0      |
| 1984  | 2       | 1       | 2      |
| 1988  | 2       | 2       | 2      |
| 1992  | 2       | 2       | 2      |
| 1994  | 1       | 1       | 1      |
| 1998  | 3       | 2       | 2      |
| 2002  | 2       | 2       | 2      |
| 2006  | 2       | 2       | 2      |
| 2010  | 0       | 0       | 0      |
| 2014  | 8       | 5       | 3      |
| 2018  | 2       | 2       | 2      |
| 2022  | 1       | 1       | 1      |

### Par sport
| Sport               | Triplés |
| ------------------- | ------- |
| Patinage de vitesse | 9       |
| Ski de fond         | 5       |
| Luge                | 5       |
| Ski alpin           | 3       |
| Cyclisme            | 2       |
| Ski acrobatique     | 2       |
| Saut à ski          | 1       |
| Snowboard           | 1       |
| Bobsleigh           | 1       |

### Par nation
| Nation     | Triplés |
| ---------- | ------- |
| Allemagne  | 10      |
| Pays-Bas   | 6       |
| Norvège    | 4       |
| France     | 2       |
| Russie     | 2       |
| États-Unis | 2       |
| Autriche   | 1       |
| Suisse     | 1       |
| Japon      | 1       |